# Jaujac
Jaujac település Franciaországban, Ardèche megyében. Lakosainak száma 1229 fő (2022. január 1.). Jaujac Fabras, Joannas, Laboule, Meyras, Prunet, Rocles, Saint-Cirgues-de-Prades, La Souche és Thueyts községekkel határos.

## Népesség
A település népességének változása:
| Lakosok száma | 1093 | 1085 | 1020 | 1167 | 1163 | 1186 | 1228 | 1273 | 1291 | 1229 |
|               | 1968 | 1982 | 1990 | 2006 | 2013 | 2015 | 2017 | 2019 | 2020 | 2022 |